# Jean-Noël Savelli
Jean-Noël Dominique Sauveur Savelli (* 26. März 1853 in Marseille, Frankreich; † 14. November 1917 in der Nähe von Foumban, Kamerun) war ein französischer Forschungsreisender und Marineoffizier.

## Biografie
Savelli entstammte einer alten korsischen Familie, die ursprünglich aus Balagne stammte, eine Straße in L’Île-Rousse trägt seinen Namen. Als Anhänger von Pasquale Paoli trat Jean-Noël Savelli 1868 in die École navale bei Brest ein.
Während des Krieges von 1870/71 wurde er verwundet. Anschließend diente er im Senegal und leitete Erkundungen in Fouta Djallon, wo er an den Kämpfen gegen Samory Touré teilnahm.
Auf Wunsch von Pierre Savorgnan de Brazza, den er von der Marineakademie kannte, nahm Savelli 1880 an der zweiten Mission de Brazzas in die Kongo-Region teil, wo sie die Quellen des Ogooué entdeckten. Anschließend unternahm er von Libreville aus fünf Jahre lang verschiedene Forschungsmissionen nach Zentralafrika hinein, darunter auch zusammen mit Antoine Mizon.
Zurück in Frankreich diente er nacheinander in Toulon, Oran und später in Obock (Dschibuti). 1896 war er im Stab von General Joseph Gallieni tätig, der gerade zum Gouverneur von Madagaskar ernannt worden war. Die Beziehung zwischen den beiden Männern war allerdings unterkühlt und so wurde Savelli auf Gallienis Wunsch 1898 zum Marinestab in Paris (französisch: „État-major de la Marine“) versetzt und gleichzeitig in den Rang eines Fregattenkapitäns befördert.
Während des Ersten Weltkriegs war Savelli zunächst im Stab des Generalstabschefs der französischen Armee Joseph Joffre tätig. 1915 kehrte er nach Libreville zurück, um an der Eroberung der deutschen Kolonie Kamerun teilzunehmen, die mittels einer Zangenbewegung zwischen französischen Truppen im Süden und Osten und britischen Truppen aus Nigeria im Westen schnell fortschritt.
Im Februar 1916 wurde das letzte deutsche Widerstandsnest, die Festung Mora, von den Alliierten eingenommen. Als Mitglied der gemeinsamen französisch-britischen Kommission war Jean-Noël Savelli an den Verhandlungen zur Teilung Kameruns zwischen den beiden Mächten beteiligt. Während einer Aufklärungsmission im Bamun-Land verschwand er mit seinem Dolmetscher.